# Waldemar
Waldemar – imię męskie, którego etymologia nie jest pewna. Uważa się, że pochodzi ono z języka germańskiego od słowa „wald” oznaczającego władcę oraz słowa „meri” – „sławnego”. Możliwe również, że jest zgermanizowaną formą słowiańskiego Vladimir-a utworzonego z członów „vladi” oraz „mir” oznaczających kolejno: władzę oraz pokój.
Zdrobnienia: Waldek, Walduś, Waldziu, Waldi, Valdo, Waldko, Waldemarek, Walduniek, Waldeczek, Waldunio, Waldo.
Zależnie od interpretacji Waldemar może oznaczać „ten, który jest sławny poprzez swoje panowanie”, bądź „ten który umiłował sobie władzę” (uznając słowiańskie korzenie).
Waldemar imieniny obchodzi: 5 maja i 11 grudnia.
Wedle danych PESEL według stanu na 19 stycznia 2024 roku imię to nosi w Polsce 106 227 mężczyzn.
Królowie Danii o imieniu Waldemar:
- Waldemar I Wielki (1131–1182) – król Danii od 1146
- Waldemar II Zwycięski (1170–1241) – król Danii od 1202
- Waldemar III (1314–1364) – król Danii od 1326
- Waldemar Atterdag (Waldemar IV Odnowiciel) (1320–1375) – król Danii od 1340

Osoby o imieniu Waldemar:
- Waldemar Andzel (ur. 1971) – polski działacz polityczny
- Waldemar Baszanowski (1935–2011) – polski sztangista, dwukrotny mistrz olimpijski
- Waldemar Banaszak (ur. 1976) – polski judoka
- Waldemar Bonsels (1881–1952) – pisarz niemiecki
- Waldemar Borczyk (ur. 1960) – polski działacz polityczny
- Waldemar Borek – polski dziennikarz
- Waldemar Bzura (ur. 1956) – polski leśnik, fotografik
- Waldemar Cwenarski (1926–1953) – polski malarz
- Waldemar Chmielewski – oficer SB, współoskarżony o zamordowanie ks. Jerzego Popiełuszki
- Waldemar Dolecki – polski prezenter telewizyjny
- Waldemar Dziki (1956–2016) – polski reżyser, producent filmowy
- Waldemar Fornalik (ur. 1963) – polski piłkarz, trener
- Waldemar Fydrych (ur. 1953) – polski organizator happeningów
- Waldemar Goszcz (1974–2003) – polski aktor, piosenkarz i model
- Waldemar Jama (ur. 1942) – polski fotografik
- Waldemar Kazanecki (1929–1991) – polski kompozytor
- Waldemar Kocoń (1949–2012) – polski piosenkarz, autor piosenek.
- Waldemar Kosiński (ur. 1965) – polski sztangista
- Waldemar Kraska (ur. 1963) – polski chirurg, senator VI kadencji
- Waldemar Kuczyński (ur. 1939) – polski polityk, ekonomista
- Waldemar Legień (ur. 1963) – polski judoka, dwukrotny mistrz olimpijski
- Waldemar Łysiak (ur. 1944) – polski pisarz i publicysta
- Waldemar Malak (1970–1992) – polski sztangista, medalista olimpijski
- Waldemar Malicki (ur. 1958) – polski pianista, popularyzator muzyki poważnej
- Waldemar Marszałek (ur. 1942) – polski zawodnik sportów motorowodnych
- Waldemar Matysik (ur. 1961) – polski piłkarz, reprezentant Polski
- Waldemar Milewicz (1956–2004) – polski dziennikarz telewizyjny
- Waldemar Nowakowski (ur. 1950) – polski inżynier i polityk
- Waldemar Obrębski (1944–1985) – polski piłkarz, trener piłkarski
- Waldemar Pawlak (ur. 1959) – polski polityk, premier RP
- Waldemar Skrzypczak (ur. 1956) – polski generał
- Waldemar Smolarek (1937–2010) – polski artysta malarz
- Waldemar Socha – polski samorządowiec, prezydent miasta Żory
- Waldemar Starosta – polski polityk
- Waldemar Świerzy (ur. 1931) – polski grafik
- Waldemar Tkaczyk (ur. 1954) – polski basista (Kombi, Skywalker)
- Waldemar Wardziński (ur. 1955) – polski samorządowiec, prezydent Ciechanowa
- Waldemar Wiązowski (ur. 1944) – polski działacz polityczny
- Waldemar Wilkołek (ur. 1968) – polski artysta kabaretowy
- Waldemar Wspaniały (ur. 1946) – polski siatkarz, trener reprezentacji

Utwory artystyczne związane z tym imieniem:
- Prawdziwy opis wypadku z panem Waldemarem – nowela z serii opowieści niesamowitych amerykańskiego pisarza Edgara Allana Poe